# Statsensemble
Statsensemble var en treårig støtteordning, der blev oprettet i 1990 af Statens Musikråd med det formål at sikre et professionelt dansk ensemble udviklings- og fornyelsesmuligheder. Statsensemblerne var forpligtede til at repræsentere dansk kulturliv ved bl.a. statsbesøg.
Ordningen blev ophævet i 2002 i forbindelse med offentlige besparelser.

## Statsensembler
- Kontra Kvartetten (1990-1993)
- New Jungle Orchestra (1993-1996)
- Safri Duo (1996-1999)
- Athelas Sinfonietta Copenhagen (1999-2000)